# Obsessie
Een obsessie is dwangmatig denken, een geestestoestand waarin een persoon bezeten is van een specifiek idee. Een persoon die ergens door geobsedeerd is, kan de gedachten niet uit zijn hoofd zetten, hoewel hij of zij dit meestal wel wil. Het dwangmatig denken leidt vaak tot dwanghandelingen, ook wel compulsies genoemd.
Dit behoeft niet altijd pathologisch te zijn. Een obsessie die bij de gezonde mens optreedt is meestal geen blijvende psychische gestoordheid. Is de obsessie wel blijvend, dan spreekt men van een dwangvoorstelling. 
Een bekende obsessie is stalken. Stalkers zijn geobsedeerd door een bepaald persoon en doen er alles aan om bij deze persoon in de buurt te komen.

## Gerelateerde onderwerpen
- Obsessieve-compulsieve persoonlijkheidsstoornis
- Obsessieve-compulsieve stoornis
- Preoccupatie